# Manius Acilius Balbus (Konsul 114 v. Chr.)
Manius Acilius Balbus war ein römischer Politiker und Senator gegen Ende des 2. Jahrhunderts v. Chr. Er gehörte der gens Acilia an. 117 v. Chr. war er Prätor, 114 v. Chr. zusammen mit Gaius Porcius Cato ordentlicher Konsul.